# Кафе Гербуа

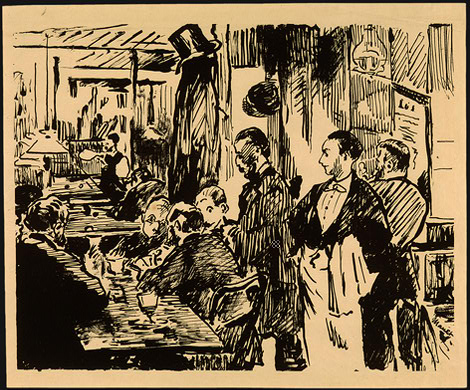
Эдуар Мане. В кафе «Гербуа». Национальная галерея искусства. Вашингтон

Кафе Гербуа (фр. Café Guerbois) — кафе на Монмартре, известное место встречи французской богемы в конце XIX в.
Кафе находилось на Гранрю де Батиньоль 11 (впоследствии авеню де Клиши) в Батиньольском квартале Парижа.

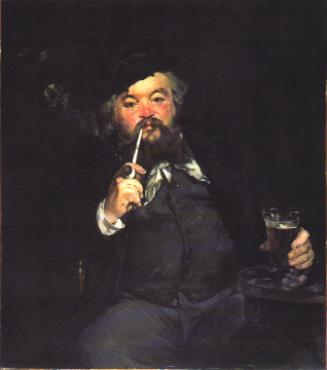
«За кружкой пива». 1873. Художественный музей. Филадельфия

Эдуар Мане во главе группы почитателей и друзей устраивал оживлённые дискуссии в кафе, как правило, по воскресеньям и четвергам. Эмиль Золя, Фредерик Базиль, Луи-Эдмон Дюранти, Анри Фантен-Латур, Эдгар Дега, Клод Моне, Пьер-Огюст Ренуар и Альфред Сислей были завсегдатаями этих вечеров. Иногда к ним присоединялись Поль Сезанн и Камиль Писарро. Многие из членов группы были импрессионистами. Эту группу иногда называют батиньольской группой. Однажды февральским вечером 1870 г. спор между Мане и Дюранти закончился дуэлью, на которой Дюранти был ранен. Рана оказалась несерьезной и, несмотря на стычку, оба остались друзьями.
В 1869 г. Мане создал зарисовку со сценой в кафе. В 1873 г. он написал полотно «За кружкой пива», на котором изображён литограф Эмиль Белло в кафе «Гербуа». К 1876 г. художники перебрались в «Новые Афины», и кафе Гербуа вышло из моды. Сегодня кафе не существует.
Эмиль Золя описал кафе «Гербуа» в своём романе «Творчество» (1886), где оно фигурирует под названием «Бодекен», но по мнению искусствоведа Жана-Поля Креспеля, более точным можно считать его описание в новелле Дюранти «Двойная жизнь Луи Сегена», где кафе характеризуется следующим образом: «Позор тем, — писал Дюранти, — кто плохо говорит о кафе, кафе Барбуа, месте поистине удивительном и премилом, где всегда встречаешь странные и интересные лица…»